# Lampricida

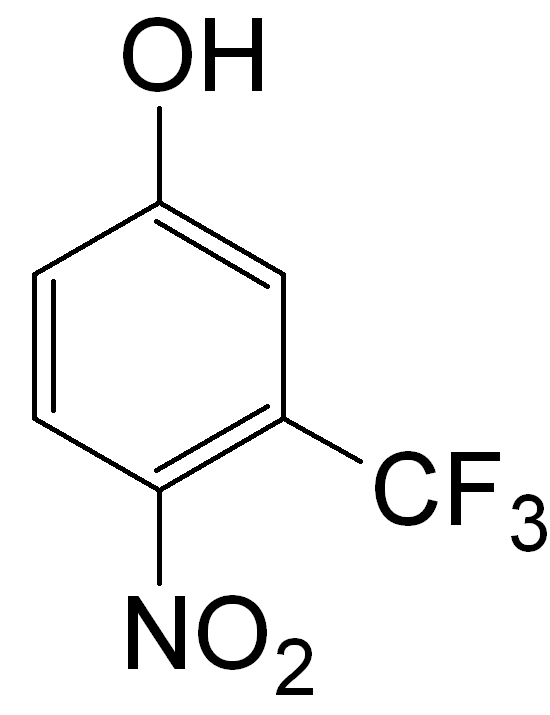
Estructura química del 3-trifluorometil-4-nitrofenol (TFM), un lampricida común

Se conoce como lampricida a cualquier compuesto químico diseñado para atacar las larvas de lampreas en los sistemas fluviales antes de que se conviertan en adultos parasitarios. Los lampricidas se han empleado en las cabeceras del lago Champlain y los Grandes Lagos para controlar la lamprea marina (Petromyzon marinus), una especie invasora de estos lagos.
El TFM (3-trifluorometil-4-nitrofenol) es el principal producto utilizado para este propósito. Como es hidrofóbico, atraviesa membranas biológicas. Este compuesto es un desacoplador metabólico que separa la cadena de transporte de electrones de la síntesis de TFA, lo que provoca la falla del proceso de respiración aeróbica. Esto se logra al interrumpir el gradiente electroquímico que potencia la TFA sintasa–como ácido, dona iones H+ a la matriz mitocondrial. La cadena de transporte de electrones no se ve afectada y continúa usando oxígeno sin producir TFA.
Si bien la opinión general es que el TFM generalmente no daña a otros peces —debido a la lejana relación entre peces verdaderos y lampreas— este lampricida puede ser tóxico para muchos anfibios como los necturos o cachorros de barro (género Necturus) que a menudo comparten los mismos hábitats. Además, algunas especies de peces más «primitivas», tales como el esturión en los Grandes Lagos, son sensibles a productos químicos como el TFM.